# Travers Vale
Travers Vale, nato Solomon Flohm (Liverpool, 31 gennaio 1865 – Hollywood, 10 gennaio 1927), è stato un regista inglese che lavorò esclusivamente nel periodo del cinema muto.
Nella sua carriera, si contano più di un centinaio di film come regista, un paio come sceneggiatore e produttore, oltre a uno da direttore della fotografia.

## Biografia
Nato Solomon Flohm, era figlio di una coppia di ebrei russo-polacchi, Esther Flegeltaub e Joseph Flohm, che era emigrata nel Regno Unito al tempo della guerra di Crimea. Poco dopo la nascita di Solomon, i Flohm erano partiti per l'Australia, dove si stabilirono a Ballarat, nello stato di Victoria. Solomon sposò il 24 luglio 1893 la cugina, Leah Flegeltaub, figlia del fratello di sua madre e iniziò a lavorare come fotografo, continuando una tradizione familiare (lo zio/suocero Aaron era un fotografo conosciuto).
Frequentando il mondo artistico e teatrale, cambiò il suo nome in quello di Travers Vale. Produsse il suo primo spettacolo mettendo in scena The Mystery of the Hansom Cab (in italiano, Il mistero del calesse), un intrigo thriller tratto da un romanzo australiano dello scrittore britannico Fergus Hume, un libro del 1880 che descriveva la vita di Melbourne di quel periodo e che aveva avuto un grande successo nel mondo di lingua inglese, dalla Nuova Zelanda alla Gran Bretagna.
Tra il 1890 e il 1900, Travers Vale e la moglie (che aveva adottato il nome di Leah 'Lily' Vale), arrivarono a Londra dopo essere passati per l'India. A Londra, nacque la loro prima figlia, Violet. Emigrati negli Stati Uniti, all'inizio pare si stabilissero in Alabama. Lì, nacque la seconda bambina, Olga. Nel 1904, Leah morì. Vale con le ragazze si trasferì a New York, dove lavorò nel vaudeville prima di entrare nel mondo del cinema. Girò il suo primo film nel 1910 presso la Champion Film Company, una compagnia di produzione indipendente appena costituita, fondata da Mark M. Dintenfass, che aveva la sua sede nel vicino New Jersey, a Fort Lee.
Travers Vale, che lavorò soprattutto come regista (ma anche, saltuariamente, come sceneggiatore, produttore e direttore della fotografia), si sposò altre due volte. La prima con l'attrice Louise Vale che morì il 28 ottobre 1918, lasciandolo una seconda volta vedovo. L'ultima moglie fu Emmy Barbier, con la quale restò sposato fino al 10 aprile 1920. Non si conoscono figli nati da questi matrimoni.

## Morte
Ammalatosi di cancro, Travers Vale morì a Hollywood il 10 gennaio 1927, pochi giorni prima di compiere 62 anni.

## Filmografia
La filmografia, secondo IMDb, è completa.
- Abernathy Kids to the Rescue - cortometraggio (1910)
- The Blacksmith's Story - cortometraggio (1913)
- Till Death Do Us Part - cortometraggio (1913)
- Tony, the Tenor
- School Days - cortometraggio (1913)
- When a Girl Loves (1913)
- For Old Time's Sake - cortometraggio (1913)
- The Code of the U.S.A. - cortometraggio (1913)
- Streets of New York - mediometraggio (1913)
- The Girl of the Sunny South - mediometraggio (1913)
- The Power of the Sea (1913)
- The Abandoned Well, co-regia Oliver L. Sellers - cortometraggio (1913)
- Day Break - cortometraggio (1913)
- The Fallen Angel - cortometraggio (1914)
- Her Old Teacher - cortometraggio (1914)
- The Restless Woman (1914)
- A Friend of the District Attorney (1914)
- The Master of the Strong (1914)
- Melody and Art (1914)
- Her Big Scoop (1914)
- Under the Skin (1914)
- The Father's Scapegoat
- The Idiot (1914)
- The Ethics of the Profession (1914)
- Her Neighbors Next Door
- The Song of Sunny Italy
- The Honor of the Law
- Her Primitive Model - cortometraggio (1914)
- The Prospectors - cortometraggio (1914)
- The World and the Woman - cortometraggio (1914)
- A Bit of Human Driftwood
- The Meal Ticket (1914)
- The Condemning Hand
- The District Attorney's Burglar
- The Man from the Past
- For the Cause (1914)
- The Derelicts
- Gwendolin (1914)
- The Iron Master - cortometraggio (1914)
- Martin Chuzzlewit, co-regia di Oscar Apfel (1914)
- The Ticket-of-Leave Man - cortometraggio (1914)
- The Wife's Stratagem
- The New Magdalen - cortometraggio (1914)
- Ernest Maltravers (1914)
- Cousin Pons
- A Scrap of Paper (1914)
- The Crimson Moth
- The Third Act (1915)
- Three Hats (1915)
- Père Goriot - cortometraggio (1915)
- The Woman Who Paid (1915)
- Colomba (1915)
- Aurora Floyd (1915)
- After the Storm (1915)
- The Americano (1915)
- Adam Bede (1915)
- The Maid o' the Mountain (1915)
- Man and His Master (1915)
- Mrs. Van Alden's Jewels (1915)
- Under Two Flags (1915)
- The Drab Sister (1915)
- Jane Eyre (1915)
- East Lynne (1915)
- Dora (1915)
- The Soul of Pierre (1915)
- The Worth of a Woman - cortometraggio (1915)
- For Her Brother's Sake (1915)
- Eyes of the Soul - cortometraggio (1915)
- The Hungarian Nabob (1915)
- The Woman of Mystery (1915)
- A Life Chase
- A Beast of Society - cortometraggio (1916)
- Tangled Fates (1916)
- Sally in Our Alley (1916)
- The Scarlet Oath, co-regia di Frank Powell (1916)
- Beyond the Wall o The Madness of Helen (1916)
- The Men She Married (1916)
- The Woman Beneath (1917)
- The Bondage of Fear (1917)
- The Dancer's Peril (1917)
- Man's Woman
- Darkest Russia (1917)
- The Divorce Game (1917)
- A Self-Made Widow (1917)
- Betsy Ross, co-regia di George Cowl (1917)
- The Dormant Power (1917)
- Easy Money (1917)
- Stolen Hours (1917)
- The Whims of Society
- The Spurs of Sybil (1918)
- The Witch Woman (1918)
- Journey's End (1918)
- Vengeance (1918)
- The Man Hunt (1918)
- A Woman of Redemption (1918)
- Joan of the Woods (1918)
- A Soul Without Windows
- Just Sylvia
- The Zero Hour (1918)
- The Bluffer (1919)
- Heart of Gold (1919)
- The Moral Deadline (1919)
- The Quickening Flame (1919)
- Life
- A Pasteboard Crown
- The Street of Tears
- Western Pluck
- Gaslight Follies